# Грандв'ю (Техас)
Грандв'ю (англ. Grandview) — місто (англ. city) в США, в окрузі Джонсон штату Техас. Населення — 1879 осіб (2020).

## Географія
Грандв'ю розташований за координатами 32°16′6″ пн. ш. 97°10′39″ зх. д. / 32.26833° пн. ш. 97.17750° зх. д. (32.268278, -97.177507).  За даними Бюро перепису населення США в 2010 році місто мало площу 4,69 км², з яких 4,69 км² — суходіл та 0,00 км² — водойми.

## Демографія
Згідно з переписом 2010 року, у місті мешкала 1561 особа в 539 домогосподарствах у складі 396 родин. Густота населення становила 333 особи/км².  Було 582 помешкання (124/км²).
Расовий склад населення:
| - 85,5 % — білих - 5,3 % — чорних або афроамериканців - 0,6 % — корінних американців - 0,6 % — азіатів - 0,1 % — вихідців з тихоокеанських островів - 6,5 % — осіб інших рас |

До двох чи більше рас належало 1,4 %. Частка іспаномовних становила 17,4 % від усіх жителів.
За віковим діапазоном населення розподілялося таким чином: 31,6 % — особи молодші 18 років, 54,7 % — особи у віці 18—64 років, 13,7 % — особи у віці 65 років та старші. Медіана віку мешканця становила 33,8 року. На 100 осіб жіночої статі у місті припадало 95,6 чоловіків;  на 100 жінок у віці від 18 років та старших — 82,3 чоловіків також старших 18 років.
Середній дохід на одне домашнє господарство  становив 46 416 доларів США (медіана — 40 750), а середній дохід на одну сім'ю — 47 165 доларів (медіана — 41 445). Медіана доходів становила 40 000 доларів для чоловіків та 31 000 доларів для жінок. За межею бідності перебувало 21,1 % осіб, у тому числі 30,0 % дітей у віці до 18 років та 17,4 % осіб у віці 65 років та старших.
Цивільне працевлаштоване населення становило 521 особа. Основні галузі зайнятості: освіта, охорона здоров'я та соціальна допомога — 29,0 %, роздрібна торгівля — 13,2 %, науковці, спеціалісти, менеджери — 12,3 %.